# Шмаринов, Алексей Алексеевич
Алексей Алексеевич Шмаринов (род. 11 февраля 1956, Москва) — советский и российский актёр театра и кино.

## Биография
Алексей Шмаринов родился 11 февраля 1956 года в семье киноактрисы Карины Шмариновой и художника Алексея Шмаринова. В 1977 году окончил ГИТИС (руководитель курса — Ю. А. Завадский). В 1977—1979 годах играл в театре Советской Армии (сейчас Центральный академический театр Российской армии). С 1979 года входит в труппу театра имени Моссовета.
В кинематографе дебютировал в 1980 году, когда сыграл небольшую роль гусара в трагикомедии Эльдара Рязанова «О бедном гусаре замолвите слово».  

### Семья
Дед по материнской линии — кинорежиссёр Николай Санишвили (1902—1995), народный артист Грузинской ССР. Бабушка по материнской линии — киноактриса Галина Кравченко (1905—1991), заслуженная артистка РСФСР.
Мать — киноактриса Карина Шмаринова (1937—2012). Отец — художник Алексей Шмаринов (1933—2023).
Дед по отцовской линии — художник Дементий Шмаринов (1907—1999).
Брат — художник Сергей Шмаринов (род. 1958).

## Творчество

### Театральные работы
- «Пчёлка» — Жорж де Бланшеланд
- «Человек как человек» — Джерайя Джип
- «Двери хлопают» — Франсуа
- «Эдит Пиаф» — Луи
- «Орнифль, или Сквозной ветерок» — Фабрис
- «Калигула» — Сципион
- «Бег» — Голубков
- «Мамаша Кураж и её дети» — Писарь
- «Белая гвардия» — Николай Турбин
- 2001 — «Вишнёвый сад» (А. П. Чехов) — Трофимов [1] [2]
- «Царство отца и сына» — Якоби

### Фильмография
- 1980 — О бедном гусаре замолвите слово — гусар
- 1984 — Лев Толстой — Алексей Сергеенко, секретарь Черткова
- 1984 — Пчёлка — Жорж де Бланшеланд
- 1987 — Живой труп — офицер у цыган
- 2000 — Нежный возраст — отец Лены
- 2000 — Остановка по требованию — врач
- 2004 — Игра на выбывание — эпизод
- 2004 — Красная площадь — эпизод
- 2004 — Превосходство Борна (англ. The Bourne Supremacy; США)  — московский таксист
- 2004—2013 — «Кулагин и партнёры»
- 2005 — Анна — эпизод
- 2005 — Обреченная стать звездой — адвокат Салина и Клеопатры.
- 2006 — Аэропорт-2 (18-я серия «Цена шутки») — таксист
- 2006 — Врачебная тайна — Андрей
- 2006 — Кто в доме хозяин? (76-я серия «Выбери меня!») — клиент
- 2006 — Опера. Хроники убойного отдела (фильм 9 «Это шоу-бизнес») — Агиян
- 2006 — Прииск — эпизод
- 2007 — Вся такая внезапная (27 серия «Стильные духом»)
- 2007 — Сваха (46 серия «Конкурс») — Фридрих
- 2007 — Спецгруппа (фильм 5 «Обратный след») — Гаврилов
- 2007 — Слуга государев — русский офицер
- 2008 — Женщина без прошлого — Никос
- 2008 — Папины дочки — главврач
- 2008 — Ядерная эпоха (документальный)
- 2009 — Безмолвный свидетель 3 (23-я серия «Мыльная опера») — Дмитрий Ветров
- 2009 — Город соблазнов — эпизод
- 2009 — Однажды будет любовь — Дмитрий, продюсер
- 2010 — Дело Крапивиных — Михаил Яковлевич Блюмберг, пластический хирург
- 2010 — Зоя — Сергей Сорокин в старости
- 2010 — Невидимки (43-я серия «Последняя месть») — Сергей Алексенок
- 2010 — Путь к себе — Валерий Николаевич, психолог
- 2010—2011 — Всё к лучшему — Ланской
- 2011 — Дело гастронома № 1 — прокурор
- 2011 — Дикий-2 (9-я серия «Третий глаз»)
- 2011 — Закон и порядок: преступный умысел (4-я серия «Фактор смерти») — Макусинский
- 2011 — Объект 11 (6-я серия «Неизвестный») — Репин, работник спецслужб
- 2011 — Царство отца и сына — Якоби, врач
- 2011 — Пыльная работа — Юрий (Георгий Николаевич Матецкий), серийный убийца
- 2012 — Кто, если не я? — Иннокентий Плужников, истец
- 2012—2013 — Склифосовский — Виктор Ахадов
- 2020 — Горюнов-2 — врач